# لوئیس سانتیلانا
لوئیس سانتیلانا (اسپانیایی: Luis Santillana‎؛ زادهٔ ۱۳ اوت ۱۹۵۱) بازیکن بسکتبال اهل اسپانیا بود.
از باشگاه‌هایی که در آن بازی کرده‌است می‌توان به باشگاه فوتبال بارسلونا و باشگاه بسکتبال یوونتوت بادالونا اشاره کرد.
وی در مسابقات کشوری و بین‌المللی در مجموع برندهٔ ۱ مدال نقره شده‌است.